# Радово-Мале (гмина)

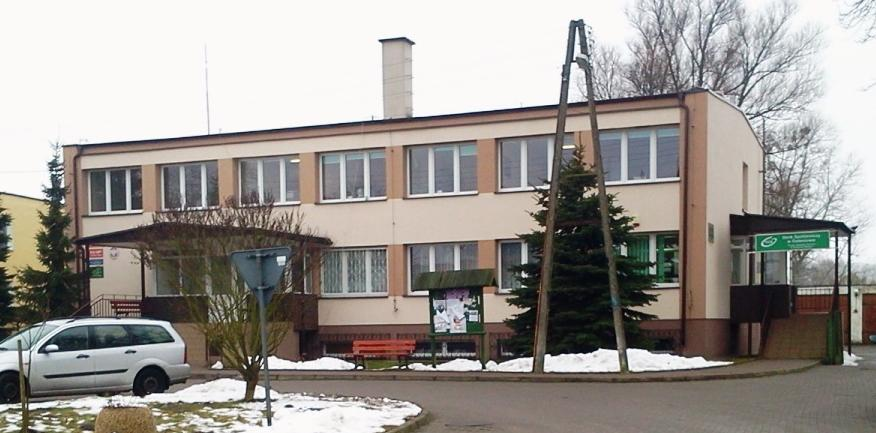
Mуниципалитет

Радово-Мале (пол. Radowo Małe) — сельская гмина (волость) в Польше, местонахождение гмины — деревня Радово-Мале, входит как административная единица в Лобезский повет, Западно-Поморское воеводство. К года 1998 гмина входила в склад щецинского воеводства, а в годы 1999—2002 — в склад грыфицкого повета. Население — 3701 человек (на 2013 год).
В склад гмины входят 28 местностей, 65 % поверхности гмины представляют собой сельскохозяйственные грунты, 26 % порастают леса, 1,3 % поверхности гмины — это воды.

## Расположение гмины в повете

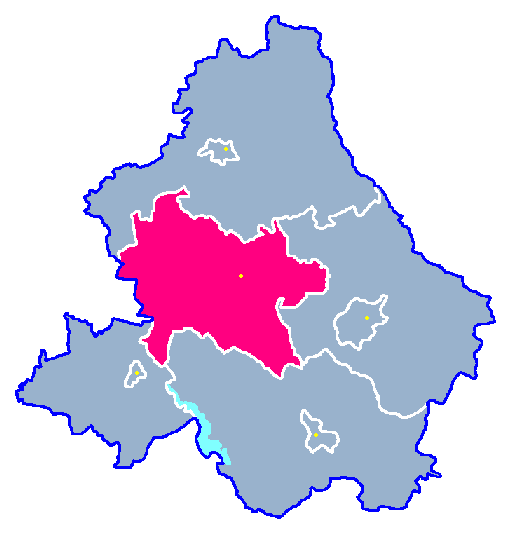
Гмина Radowo Małe (красный цвет)

Гмина Радово-Мале граничит с гминами:
- Добра, Лобез, Реско, Венгожино (Лобезский повет)
- Новогард (Голенювский повет)

## Население
Данные из разных лет:
|         | Разом | Разом | Мужчины | Мужчины | Женщины | Женщины |
| ------- | ----- | ----- | ------- | ------- | ------- | ------- |
| 2012 г. | 3729  | 100 % | 1852    | 49.66 % | 1877    | 50.34 % |

| Год          | Население |
| ------------ | --------- |
| 2011         | 3737      |
| 2010         | 3764      |
| 2007         | 3728      |
| 1939 Деревня | 331       |
| 1933         | 347       |

## История
Наиболее важные исторические события:
- 1282 — первые упоминания (Стжмеле)
- XIII—XIV в. — колонизация гмины — рыцарские роды Боркув и Дэвитзув
- 1534 — официальной религией остаётся лютеранство
- 1545 Strzmiele — родилась Сыдоня вон Борцк — сожженная на груде за фиалы
- 1939 — 331 деревенских жителей
- 1945.03.02 — вызволены с территории гмины: 1-я танковая армия (СССР)[6]

## Памятники
Исторические объекты на территории гмины:
- костёл в Боркове Большим (1500 г.)
- костёл в Радове Большим (XVII в.)
- костёл в Радове Малем (1840 г.)
- костёл в Стжмелях (1722 г.)
- дворец и парк в Жельмове (1865 г.)
- костёл в Седлицах (XVIII в.)
- костёл в Рогове (XVII/XVIII в.)
- костёл в Рэкове (XVII в.)
- oборонительный замок в Стжмелях (XVI в.)

## Фотогалерея

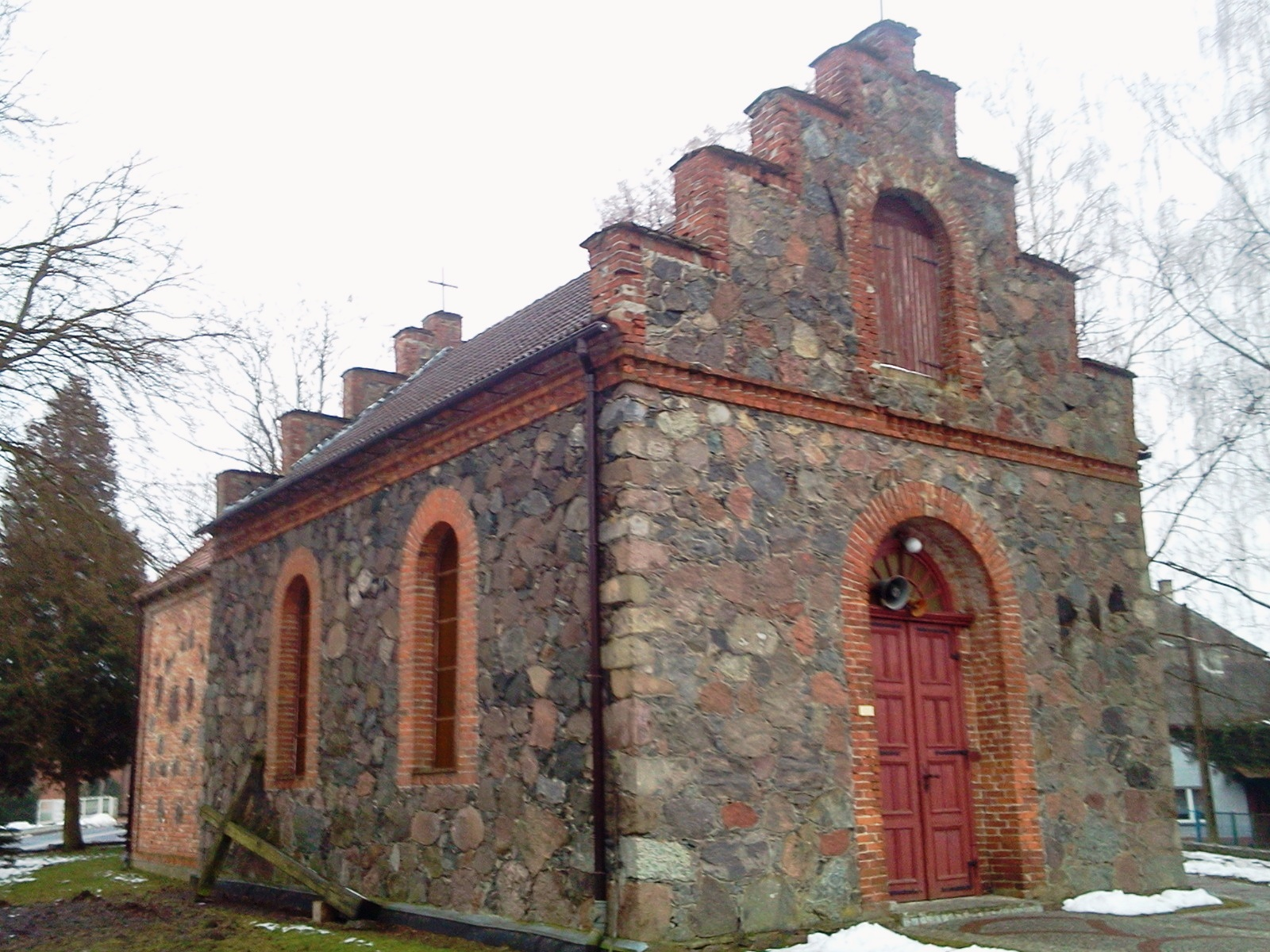
Костёл — Радово-Мале
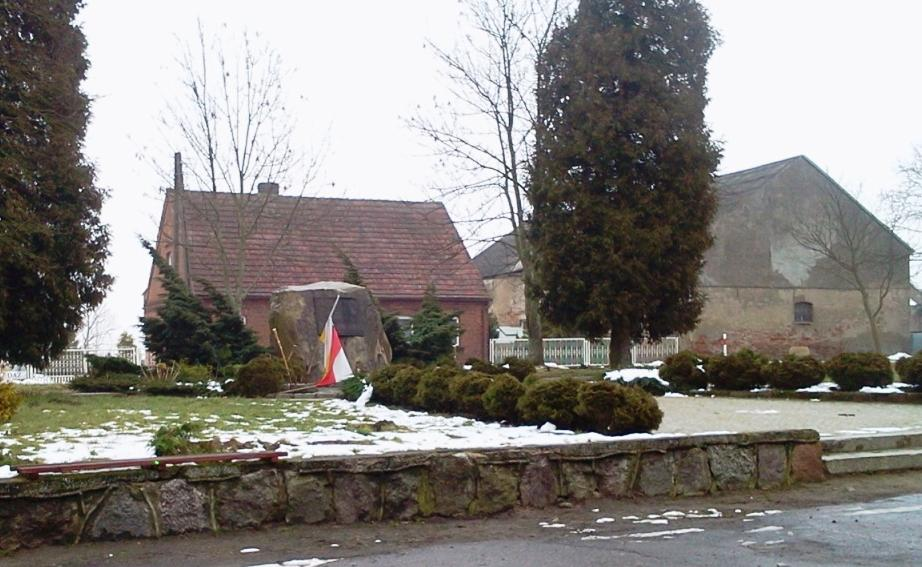
Площадь Яна Павла II — Радово-Мале
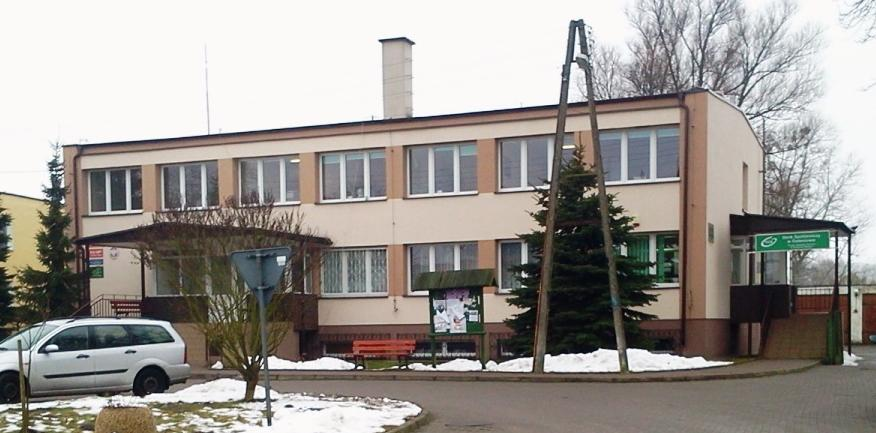
Управление гмины
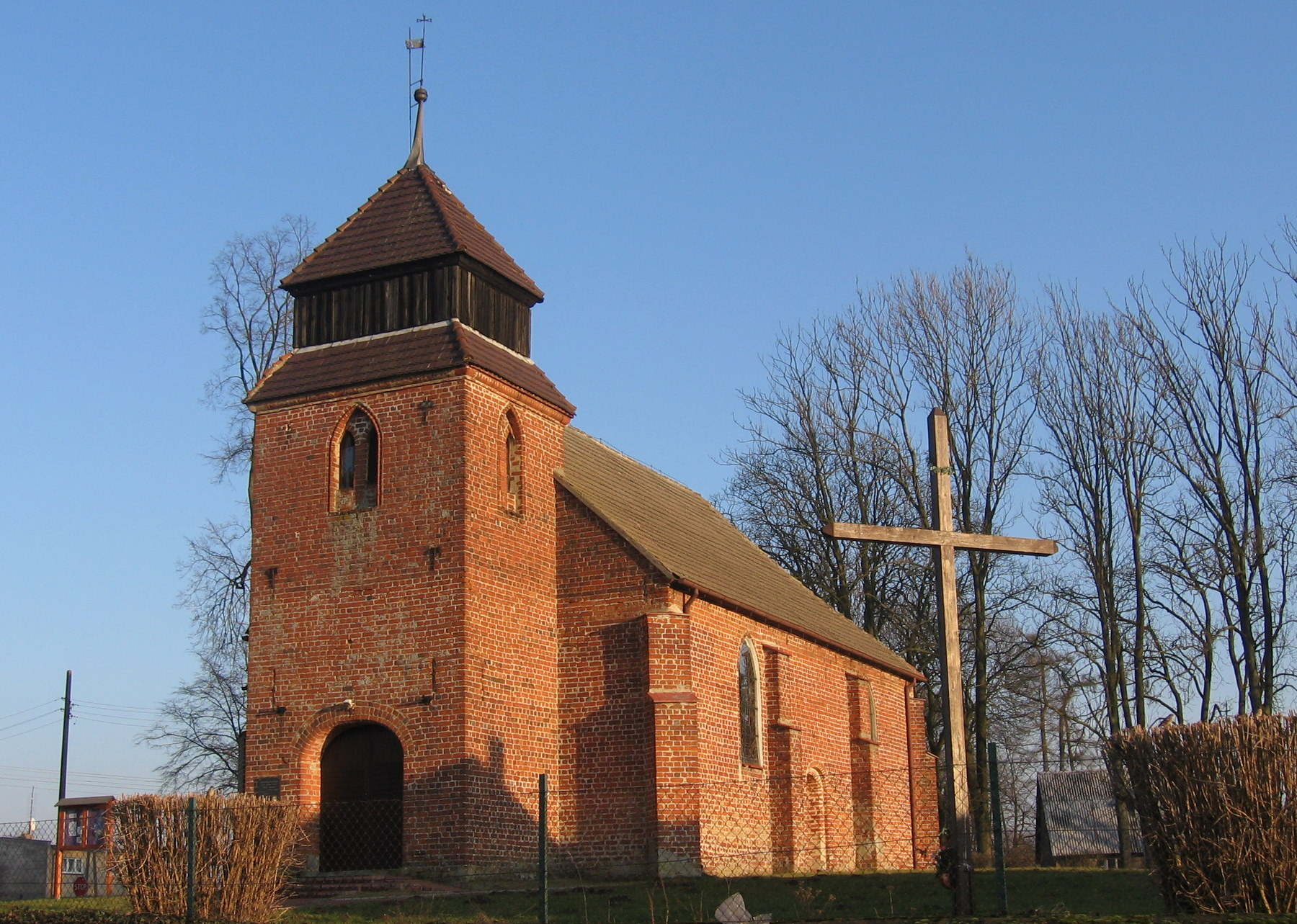
Костёл — Радово-Большое
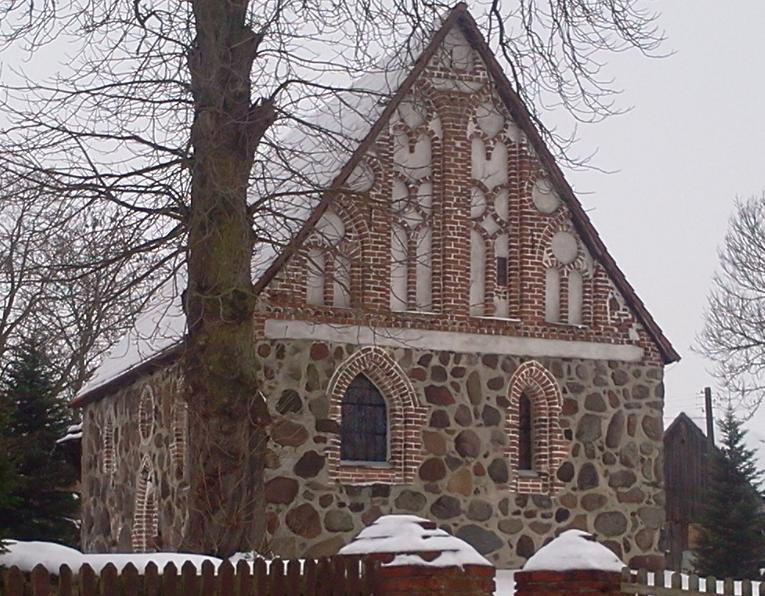
Костёл в Боркове Большим
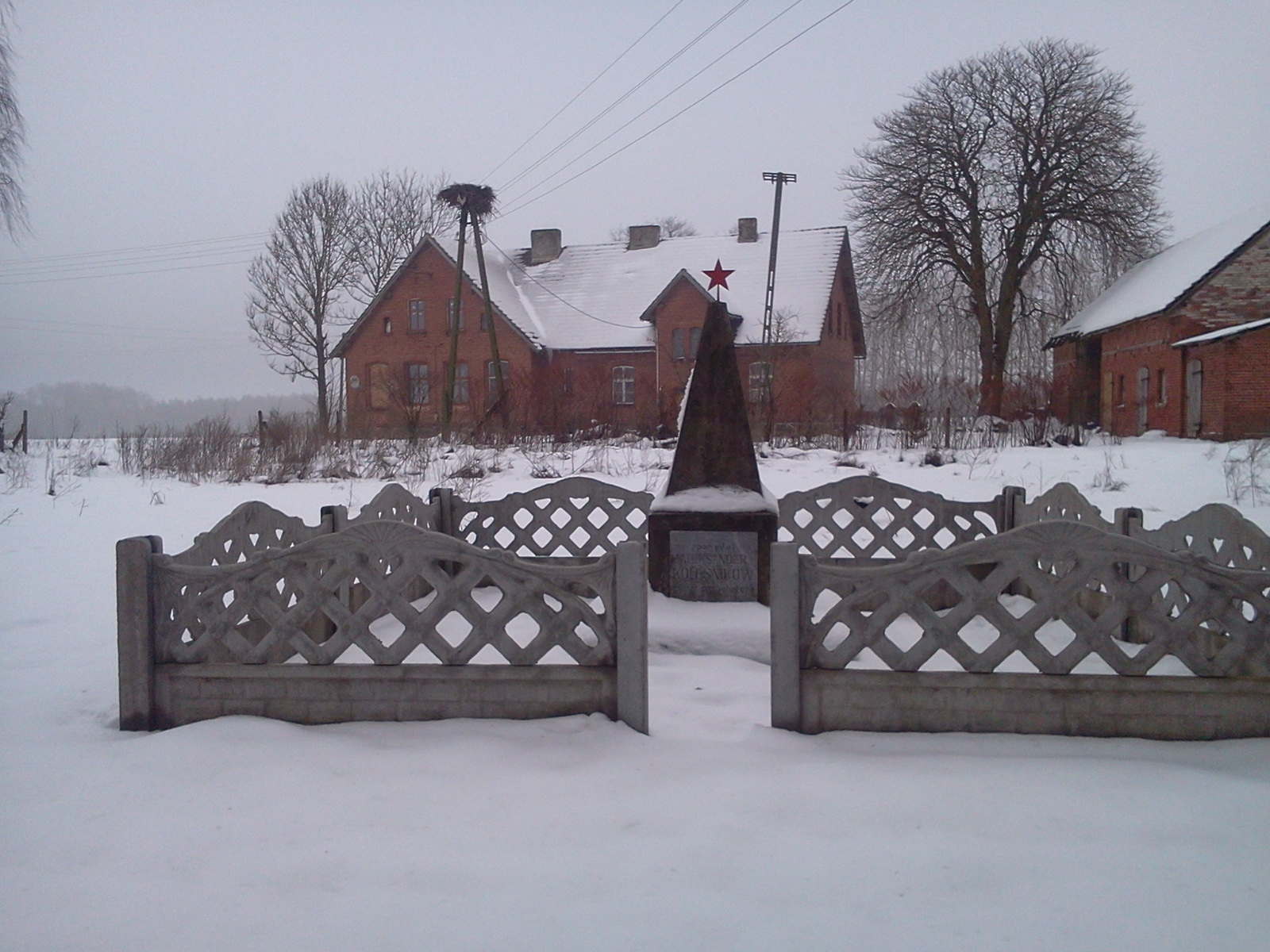
Памятник солдата Красной Армии в Боркове Большим
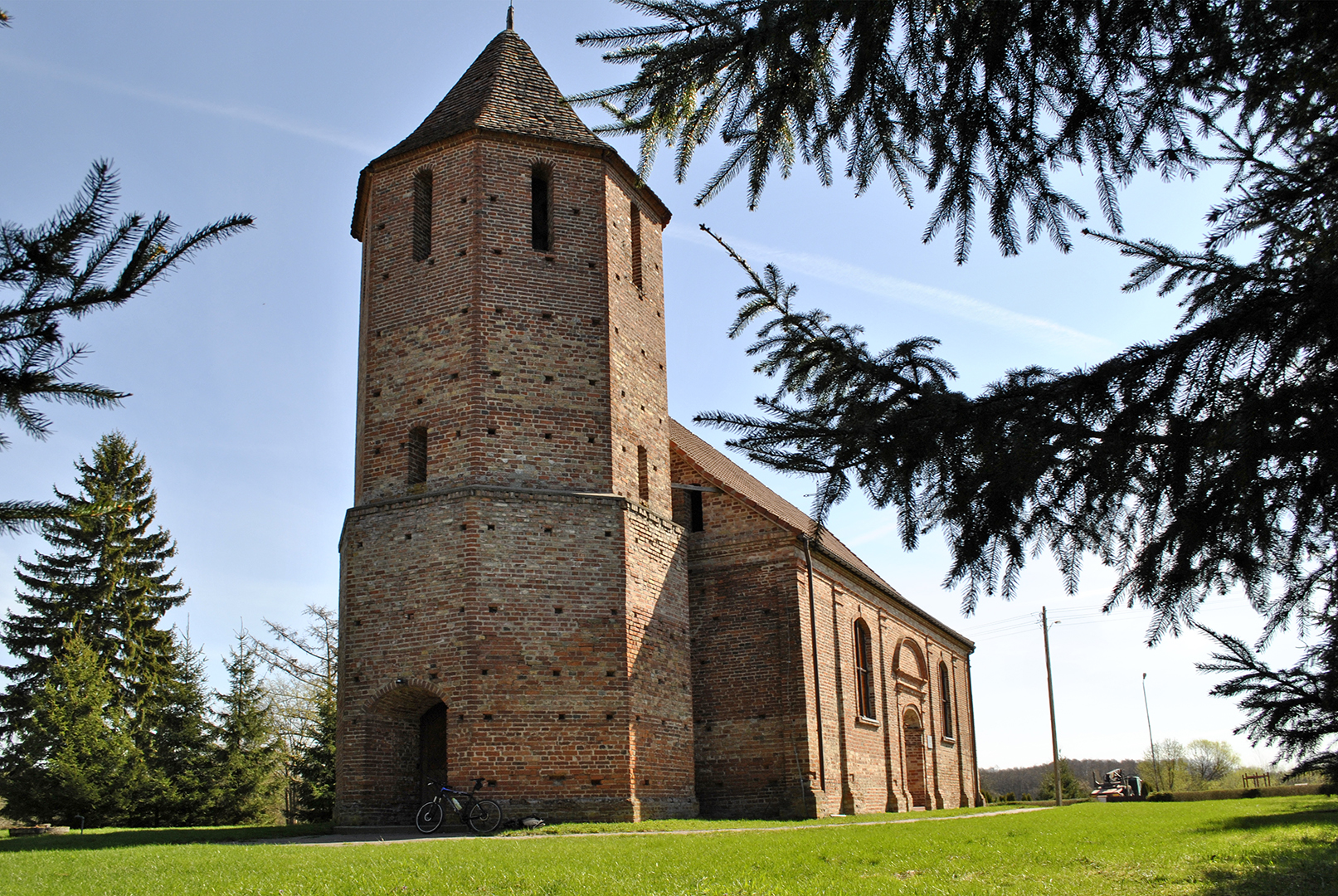
Костёл в Стжмелях
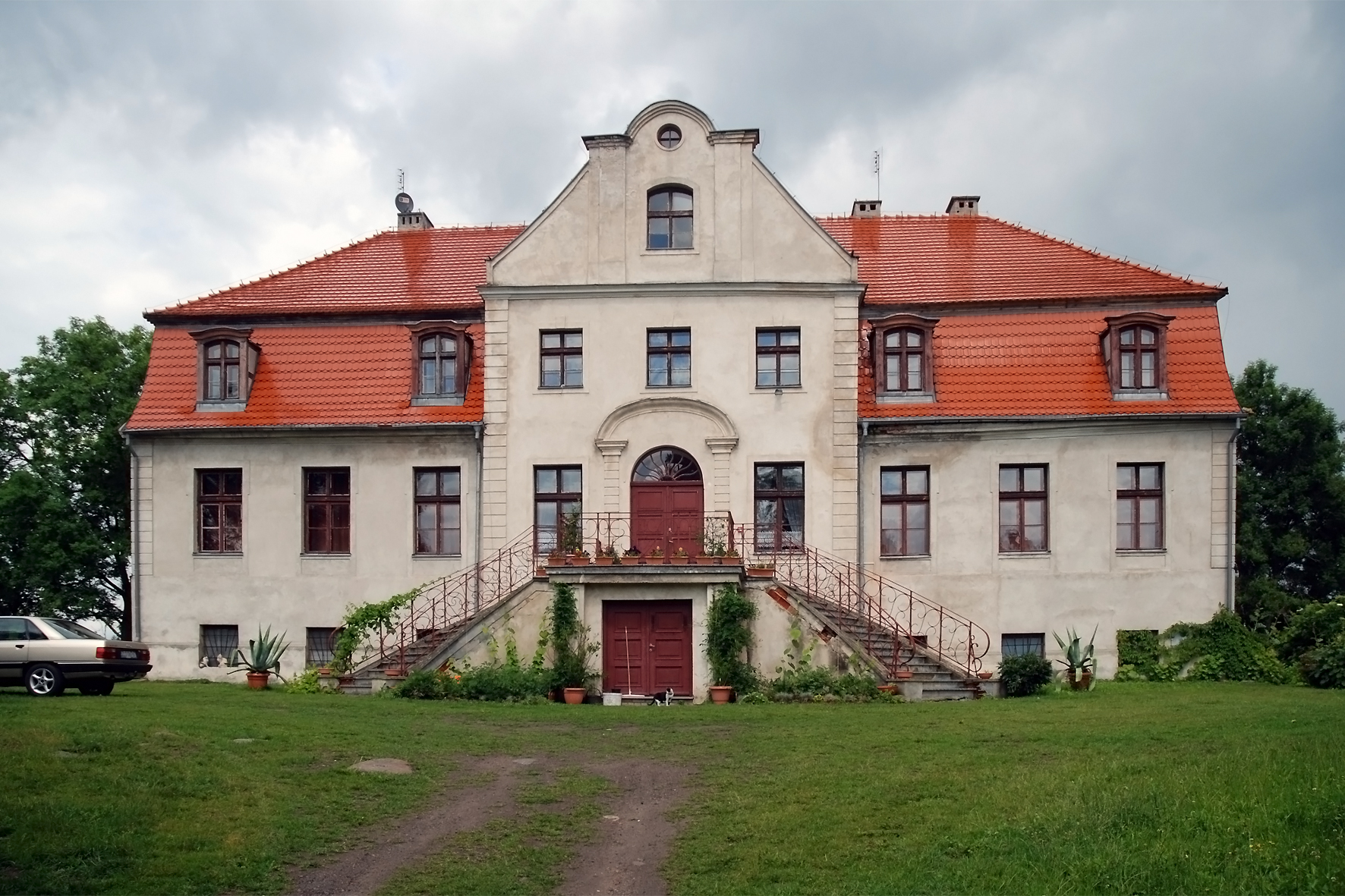
Замок в Стжмелях
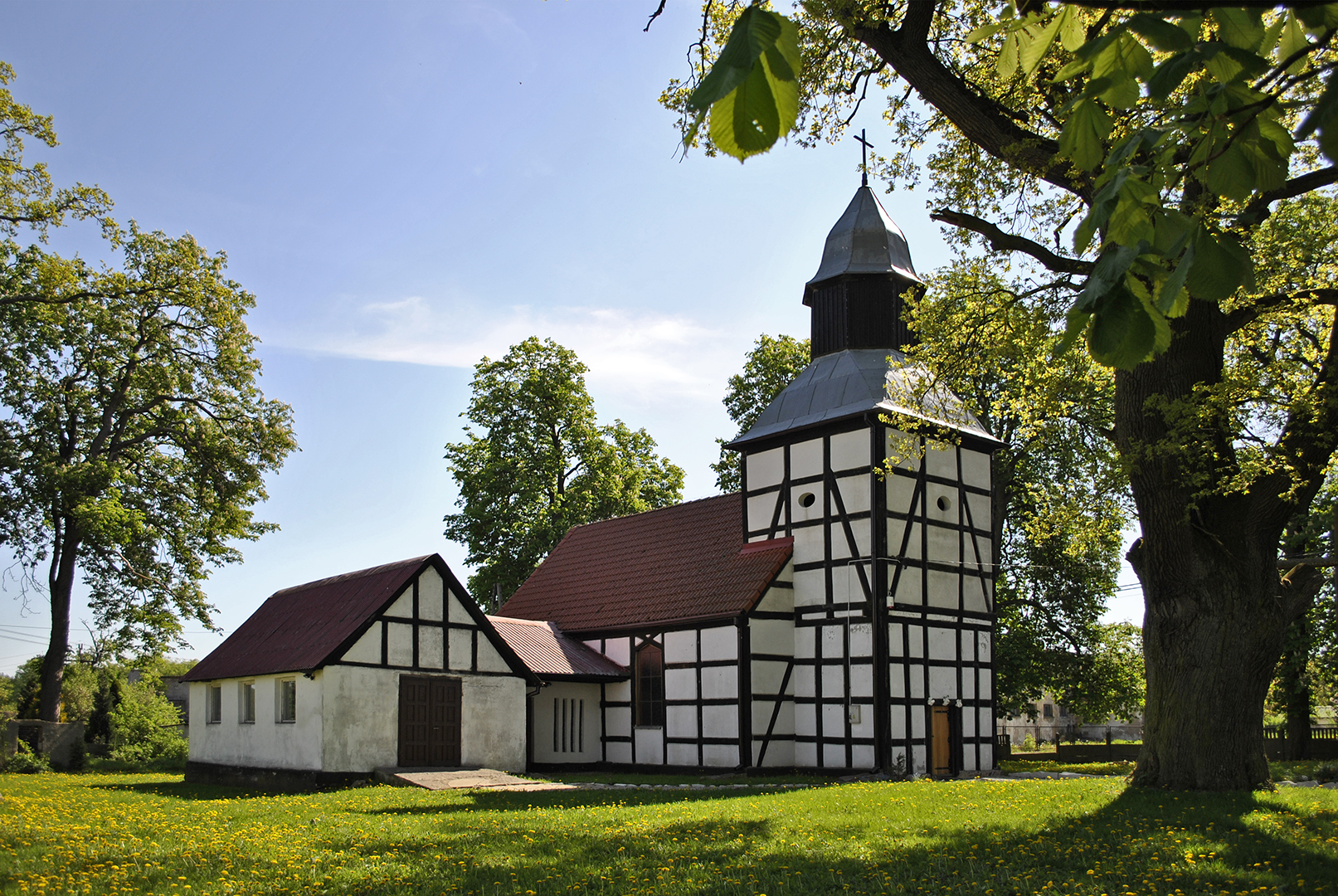
Костёл в Седлицах
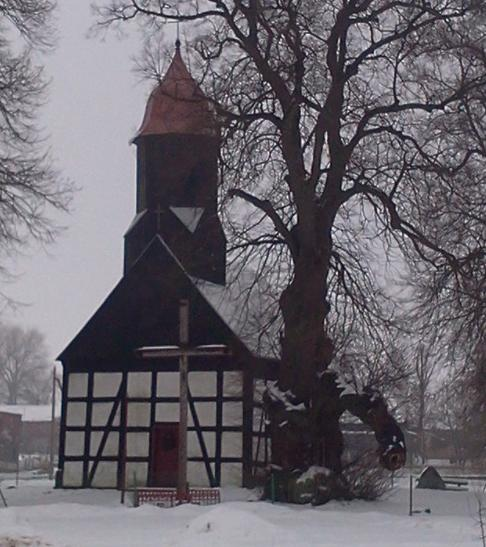
Костёл — Рэково
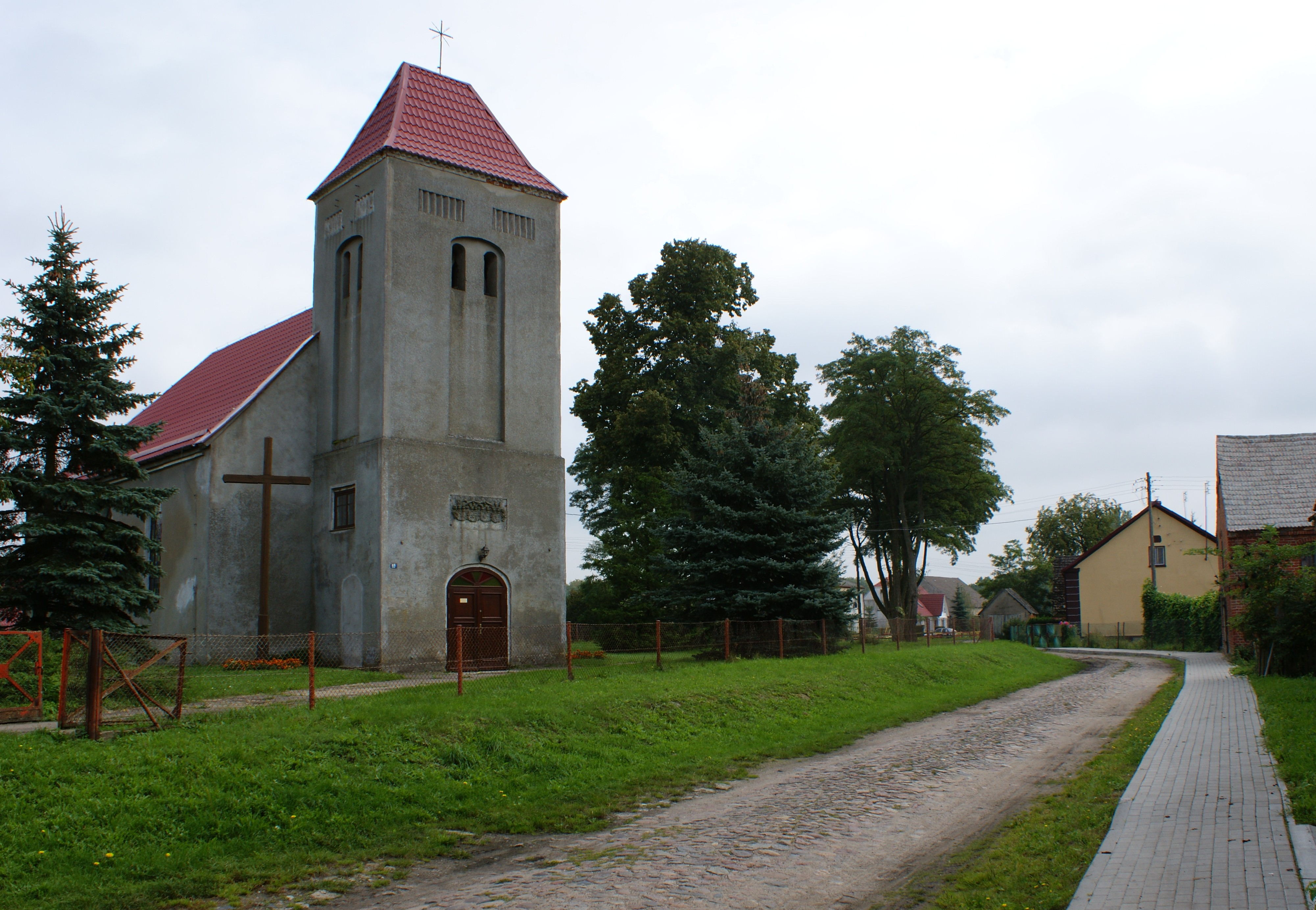
Костёл — Рогово